# PAC P-750 XSTOL
PAC P-750 XSTOL (tidigare PAC 750XL) är ett lågvingat, enmotorigt flygplan i helmetallkonstruktion som tillverkas av Pacific Aerospace i Nya Zeeland. Flygplanet är utrustat med en turbopropmotor samt fast landställ. Det togs fram som en vidareutveckling av PAC Cresco och var ursprungligen tänkt främst för fallskärmshoppning men används idag även för frakt, passagerarflyg, jordbruksflyg, flygfotografering och vid olika typer av kartläggning.
PAC 750 flög första gången 2001 och fick sin typcertifiering 2004. I Sverige finns en PAC 750 hos Fallskärmsklubben Cirrus Göteborg sedan 2005.